# Сеннотт, Рэйчел
Рэйчел Энн Сеннотт (англ. Rachel Anne Sennott, род. 19 сентября 1995, Симсбери, штат Коннектикут) — американская актриса и комик. Она наиболее известна главными ролями в фильмах «Шалом, папик!» (2020), «Тела, тела, тела» (2022) и «Неудачницы» (2023), а также в драматическом сериале HBO «Кумир» (2023).

## Биография
Сеннотт родилась 19 сентября 1995 года в городе Симсбери, штат Коннектикут, в семье Джека и Донны Сеннотт. Она имеет итальянское и ирландское происхождение и выросла католичкой. В 2014 году она окончила среднюю школу Симсбери.
Сеннотт заинтересовалась комедией ещё на первом курсе колледжа после свидания на вечере с открытым микрофоном. Она изучала актёрское мастерство в Школе искусств Тиша Нью-Йоркского университета и студии актёрского мастерства Стеллы Адлер, которую окончила в 2017 году. Во время учёбы в колледже она продолжала выступать на вечерах с открытым микрофоном, а также сниматься в студенческих фильмах, в том числе в главной роли в короткометражном фильме Эммы Селигман 2017 года «Шалом, папик!» (англ. Shiva Baby); она вернулась к этой роли в одноимённой полнометражной адаптации фильма в 2020 году.
В 2018 году, чувствуя отсутствие контроля над своей начинающейся карьерой, Сеннотт решила заняться комедией в Твиттере, где она постила по несколько коротких шуток в день. В 2020 году в интервью журналу Nylon она рассказала, что ей не нравилось выступать на открытых микрофонах на Манхэттене, потому что ей казалось, что люди смеются над ней, а не вместе с ней, поэтому она перешла на альтернативную сцену и получила постоянную работу на шоу It’s A Guy Thing. В 2018 году она создала два шоу: Puke Fest и Ur Gonna Slp Rlly Well Tonight. В 2019 году Сеннотт назвали одной из шести лучших комиков на альтернативной сцене в списках от Time Out New York и Pop Dust в которых упоминаются её уникальные сатирические взгляды на аспекты жизни и культуры миллениалов.
На телевидении Сеннотт сыграла в сериале «Кайф с доставкой» на HBO, а также в роли Джеки Рейнс в ситкоме «Позвоните маме». Совместно с Айо Эдибири Сеннотт создала два шоу для Comedy Central: Ayo and Rachel Are Single и Taking the Stage, которые начали выходить в 2020 году. Сеннотт вместе с Эдибири и другими комиками появлялась в комедийно-документальном веб-сериале Speak Up, целью которого является усиление женских голосов в комедии.
В 2020 году Сеннотт сыграла главные роли в фильмах Tahara и «Шалом, папик!». Оба фильма являются историями взросления с еврейской и квир-тематикой, события обоих фильмов происходят на похоронах. В 2022 году она сыграла роль Элис в фильме ужасов A24 «Тела, тела, тела».
В 2023 году совместно с Эммой Селигманн Сеннотт написала подростковую секс-комедию «Неудачницы», в которой она сыграла главную роль вместе с Айо Эдибири. Также в 2023 году Сеннотт появилась в сериале HBO «Кумир». Премьера сериала состоялась на 76-м Каннском кинофестивале, где он был крайне не благоприятно оценен критиками, хотя Алекс Бараш из The New Yorker назвал актёрскую игру Сеннотт одной из самых сильных в сериале.

## Фильмография
| Год  |     | Русское название       | Оригинальное название     | Роль                                     |
| ---- | --- | ---------------------- | ------------------------- | ---------------------------------------- |
| 2016 | с   |                        | Bromance                  |                                          |
| 2016 | тф  |                        | Unbalanced                | Елена                                    |
| 2017 | кор |                        | Hostess                   |                                          |
| 2017 | кор |                        | ATM                       |                                          |
| 2016 | с   | Кайф с доставкой       | High Maintenance          | эпизод «Намасте»                         |
| 2018 | кор | Шалом, папик!          | Shiva Baby                | Даниэль                                  |
| 2019 | кор |                        | Mae at the Funeral        |                                          |
| 2019 | кор |                        | Wakey Wakey               |                                          |
| 2019 | кор |                        | Tabitha in Love           |                                          |
| 2019 | с   |                        | Stuck in the Mall         |                                          |
| 2020 | ф   |                        | Tahara                    | Ханна Росен                              |
| 2020 | ф   | Шалом, папик!          | Shiva Baby                | Даниэль                                  |
| 2020 | с   |                        | Get Money                 |                                          |
| 2020 | с   |                        | Speak Up                  |                                          |
| 2020 | с   |                        | Ayo and Rachel Are Single | Рэйчел                                   |
| 2021 | с   |                        | The Basics                |                                          |
| 2021 | с   | Позвоните маме         | Call Your Mother          | Джеки Рейнс                              |
| 2021 | с   |                        | Bite Size Halloween       |                                          |
| 2022 | ф   | Тела, тела, тела       | Bodies Bodies Bodies      | Элис                                     |
| 2022 | кор |                        | Wakey Wakey               | Элла                                     |
| 2022 | ф   | Убийственный подкаст   | Susie Searches            | Джиллиан                                 |
| 2023 | ф   | Неудачницы             | Bottoms                   | Пи Джей                                  |
| 2023 | ф   |                        | I Used to Be Funny        | Сэм                                      |
| 2023 | с   | Кумир                  | The Idol                  | Лея                                      |
| 2023 | ф   | Долгожданный рассвет   | Finalmente l'alba         | Нэн Рот                                  |
| 2023 | мс  | Подростковая Эвтаназия | Teenage Euthanasia        | жена жертвы / Бриттани Сент-Клер / Минди |
| 2024 | ф   | Шоу субботним вечером  | Saturday Night            | Рози Шустер                              |
| 2025 | ф   | Холланд                | Holland                   | Кэнди Дебоер                             |

## Награды и номинации
| Год  | Награда                                        | Категория          | Проект           | Результат | Ссылка        |
| ---- | ---------------------------------------------- | ------------------ | ---------------- | --------- | ------------- |
| 2020 | Philadelphia Jewish Film Festival              | Восходящая звезда  | Шалом, папик!    | Победа    | [ 30 ]        |
| 2021 | Gotham Independent Film Awards                 | Актёрский прорыв   | Шалом, папик!    | Номинация | [ 31 ]        |
| 2021 | Hollywood Critics Association Midseason Awards | Лучшая актриса     | Шалом, папик!    | Номинация | [ 32 ]        |
| 2021 | The ReFrame Stamp                              | Narrative Feature  | Шалом, папик!    | Победа    | [ 33 ] [ 34 ] |
| 2023 | MTV Movie & TV Awards                          | Лучший прорыв года | Тела, тела, тела | Номинация | [ 35 ]        |
| 2023 | MTV Movie & TV Awards                          | Лучший испуг       | Тела, тела, тела | Номинация | [ 35 ]        |